# 단사 함수

단사 함수의 예

단사 함수가 아닌 예 (이는 전사 함수이기는 하다).

수학에서 단사 함수(單射函數, 영어: injection; injective function) 또는 일대일 함수(一對一函數, 영어: one-to-one function)는 정의역의 서로 다른 원소를 공역의 서로 다른 원소로 대응시키는 함수이다. 공역의 각 원소는 정의역의 원소 중 최대 한 원소의 상이다.

## 정의
두 집합 {\displaystyle X}, {\displaystyle Y} 사이의 함수 {\displaystyle f\colon X\to Y}에 대하여, 다음 조건들이 서로 동치이며, 이를 만족시키는 함수를 단사 함수라고 한다.
- 임의의 {\displaystyle x,x'\in X}에 대하여, 만약 {\displaystyle f(x)=f(x')}이라면, {\displaystyle x=x'}이다.
- 임의의 {\displaystyle x,x'\in X}에 대하여, 만약 {\displaystyle x\neq x'}이라면, {\displaystyle f(x)\neq f(x')}이다.
- {\displaystyle f}를 그 치역 {\displaystyle f(X)}에 국한시킨다면, {\displaystyle f}는 정의역 {\displaystyle X}와 치역 {\displaystyle f(X)} 사이의 전단사 함수를 정의한다.
- {\displaystyle f}는 집합의 범주에서의 단사 사상이다. 즉, 임의의 집합 {\displaystyle Z} 및 함수 {\displaystyle g_{1},g_{2}\colon Z\to X}에 대하여, 만약 {\displaystyle f\circ g_{1}=f\circ g_{2}}라면 {\displaystyle g_{1}=g_{2}}이다.
- {\displaystyle f}는 집합의 범주에서의 분할 단사 사상이다. 즉, {\displaystyle g\circ f}가 {\displaystyle X} 위의 항등 함수를 이루는 함수 {\displaystyle g\colon Y\to X}가 존재한다.

## 성질
임의의 함수 {\displaystyle f\colon X\to Y}, {\displaystyle g\colon Y\to Z}가 주어졌다고 하자.
- 만약 {\displaystyle f}와 {\displaystyle g}가 둘 다 단사 함수라면, {\displaystyle g\circ f} 역시 단사 함수이다.
- 만약 {\displaystyle g\circ f}가 단사 함수라면, {\displaystyle f} 역시 단사 함수이다. 하지만 {\displaystyle g}가 단사 함수일 필요는 없다.

두 집합 {\displaystyle X}, {\displaystyle Y}에 대하여, 다음 두 조건이 서로 동치이다.
- 단사 함수 {\displaystyle f\colon X\to Y}가 존재한다.
- {\displaystyle |X|\leq |Y|}이다. 여기서 {\displaystyle |\cdot |}는 집합의 크기이다.

정의역의 크기가 0 또는 1인 함수는 항상 단사 함수이다.

## 예
- 항등 함수는 단사 함수이며, 나아가 전단사 함수이다.
- 임의의 집합 {\displaystyle X} 및 그 부분 집합 {\displaystyle Y\subset X}에 대하여, 포함 함수 {\displaystyle Y\to X}는 단사 함수이다.
- {\displaystyle f\colon \mathbb {R} \to \mathbb {R} ,\ f(x)=2x+1}로 정의된 함수는 단사 함수이며, 나아가 전단사 함수이다.
- {\displaystyle g\colon \mathbb {R} \to \mathbb {R} ,\ g(x)=x^{2}}으로 정의된 함수는 단사 함수가 아니다. 예를 들어 {\displaystyle g(1)=1=g(-1)}이다.
  - 그러나, 만약 {\displaystyle g}의 정의역을 음이 아닌 실수 {\displaystyle [0,+\infty )}로 제한한다면 {\displaystyle g}는 단사 함수이다.
- 지수 함수 {\displaystyle \exp \colon \mathbb {R} \to \mathbb {R} ,\ x\mapsto e^{x}}는 단사함수이다. (하지만 음수에서의 값이 없으므로 전사 함수가 아니다.)
- 자연 로그 함수 {\displaystyle \ln \colon (0,+\infty )\to \mathbb {R} ,\ x\mapsto \ln x}는 단사 함수이다.

## 역사
유럽 언어에서 쓰이는 용어 "인젝션"(영어: injection), "앵젝시옹"(프랑스어: injection) 등은 "이니엑티오"(라틴어: iniectiō)에서 유래하였으며, 이는 "인"(라틴어: in, 안에) + "야키오"(라틴어: iaciō, 던지다)에서 기원하였다. 이는 수학 용어로는 니콜라 부르바키가 최초로 사용하였다.

## 같이 보기
- 전단사 함수
- 전사 함수
- 단사 사상

## 참고 문헌
- Halmos, Paul R. (1974). 《Naive set theory》. Undergraduate Texts in Mathematics (영어). Springer. doi:10.1007/978-1-4757-1645-0. ISBN 978-0-387-90092-6. ISSN 0172-6056. MR 0453532. Zbl 0287.04001.